# Tătărăști (okręg Bacău)
Tătărăști – wieś w Rumunii, w okręgu Bacău, w gminie Tătărăști. W 2011 roku liczyła 417 mieszkańców.